# احمد المخینی
احمد المخینی (عربی: أحمد سليم ثويني المخيني؛ زادهٔ ۲ مهٔ ۱۹۸۵) یک ورزشکار اهل عمان است.
وی در تیم ملی فوتبال عمان بازی کرده‌است.